# Série de Neumann
En analyse fonctionnelle, une série de Neumann est une série d'opérateurs de la forme
{\displaystyle \sum _{k=0}^{\infty }T^{k}.}
où T est un opérateur et Tk désigne une itération de T répétée k fois. Elle étend l'idée de série géométrique.
La série est nommée d'après le mathématicien Carl Neumann, qui l'a utilisé en 1877 dans le cadre de la théorie du potentiel. Elle est également centrale dans l'étude du spectre d'opérateurs bornés.

## Propriétés
Supposons que T est un opérateur linéaire borné dans un espace vectoriel normé X. Si la série de Neumann converge pour la norme d'opérateur, alors l'opérateur Id – T est inversible et son inverse est l'opérateur somme de la série :
{\displaystyle (\mathrm {Id} -T)^{-1}=\sum _{k=0}^{\infty }T^{k}},
avec Id est l'identité sur X. Pour s'en convaincre, on peut regarder les sommes partielles
{\displaystyle S_{n}:=\sum _{k=0}^{n}T^{k}}.
On a alors, par télescopage,
{\displaystyle \lim _{n\rightarrow \infty }(\mathrm {Id} -T)S_{n}=\lim _{n\rightarrow \infty }\left(\sum _{k=0}^{n}T^{k}-\sum _{k=0}^{n}T^{k+1}\right)=\lim _{n\rightarrow \infty }\left(\mathrm {Id} -T^{n+1}\right)=\mathrm {Id} .}
On reconnait le résultat analogue pour la série géométrique sur la droite réelle :
{\displaystyle {\frac {1}{1-x}}=1+x+x^{2}+\cdots }
Un cas où la convergence est garantie est si X est un espace de Banach et |T| < 1 pour la norme d'opérateur. Il existe cependant des résultats montrant la convergence pour des conditions plus faibles.

## Exemples

### Opérateur matriciel
Soit {\displaystyle C\in \mathbb {R} ^{n\times n}} une matrice carrée réelle. On peut voir que la série de Neumann liée à C converge pour une norme matricielle si :
{\displaystyle ||C||_{\infty }=\max _{i}\sum _{j}|c_{ij}|<1.}
et la série converge vers la matrice inverse de (I – C), qui existe.
Ce résultat peut s'appliquer dans l'étude de convergence et de stabilité d'un schéma numérique : pour un problème de la forme
{\displaystyle \mathbf {y} ^{n+1}=A\mathbf {y} ^{n}+b}
si la série de Neumann de A converge, alors le schéma converge vers une solution du problème
{\displaystyle \mathbf {y} =A\mathbf {y} +b.}

### Opérateur intégral (série de Liouville-Neumann)
Pour une équation intégrale de Fredholm du second type
{\displaystyle \phi (x)-\lambda \int _{a}^{b}K(x,t)\phi (t)\,\mathrm {d} t=f(x)}
on peut définir la série, dite de Liouville-Neumann, pour des valeurs de λ suffisamment petites pour assurer la convergence de la série :
{\displaystyle \phi (x)=\sum _{n=0}^{+\infty }\lambda ^{n}\phi _{n}(x)}
avec
{\displaystyle \phi _{0}(x)=f(x),\quad {\text{ et }}\quad \forall n\in \mathbb {N} ,\phi _{n+1}(x)=\int _{a}^{b}K(x,t)\phi _{n}(t)\,\mathrm {d} t=\int _{a}^{b}K_{n+1}(x,t)f(t)\,\mathrm {d} t.}
Le noyau Kn est défini par la convolution itérée du noyau K avec lui-même n-1 fois :
{\displaystyle K_{n}(x,z)=\int _{x_{n-1}=a}^{b}\cdots \int _{x_{1}=a}^{b}K(x,x_{1})K(x_{1},x_{2})\ldots K(x_{n-1},z)\,\mathrm {d} x_{1}\,\mathrm {d} x_{2}\,\ldots \,\mathrm {d} x_{n-1}.}
La série de Liouville-Neumann est l'unique solution continue de l'équation intégrale de Fredholm.
Le concept peut être étendu pour la résolution des équations intégrales de Volterra.

## L'ensemble des opérateurs inversibles est ouvert
Un corollaire est que l'ensemble des opérateurs inversibles entre deux espaces de Banach B et B' est ouvert pour la topologie induite par la norme d'opérateur. En effet, soit S : B → B' un opérateur inversible et T: B → B' un autre opérateur. 
Si |S – T | < |S−1|−1, alors T est également inversible. En effet, on peut remarquer que 
{\displaystyle T=S(\mathrm {Id} -(\mathrm {Id} -S^{-1}T)).}
On en tire alors que la norme de T−1 est majorée par 
{\displaystyle |T^{-1}|\leq {\tfrac {1}{1-q}}|S^{-1}|\quad {\text{avec}}\quad q=|S-T|\,|S^{-1}|.}